# Mont Kukak
El mont Kukak és un estratovolcà que es troba a la península d'Alaska, a l'estat d'Alaska, Estats Units. El cim s'eleva fins als 2.043 msnm. Es troba a l'extrem d'una cadena volcànica, en un sector completament cobert per glaceres i molt remot del Parc Nacional de Katmai. És l'únic de la cadena de volcans Denison-Steller-Kukak que mostra activitat geotèrmica, amb un camp de fumaroles a la seva base. Amb tot, es desconeix quan fou la darrera erupció.